# Flyv lykkefugl
Flyv lykkefugl er et opsamlingsalbum med Sebastian, udgivet i 1983 af EMI, bestående af indspilninger fra perioden 1972-1974. De fleste sange stammer fra pladerne Over havet under himlen (1973) og Blød lykke (1974).

## Numre

### Side 1
1. "Flyv lykkefugl" (4:48)
2. "Vascomat Liza" (3:00)
3. "Den store flugt" (6:33)
4. "Månedans" (3:30)
5. "Stranding" (5:53)

### Side 2
1. "Enebarn/vidunderbarn" (4:49)
2. "Sidste nat med Nora" (3:52)
3. "Karneval" (4:46)
4. "Den frelste brigade" (2:59)
5. "Natten er mørk" (6:02)